# Viezure melivor
Viezurele melivor (Mellivora capensis), cunoscut și sub numele de ratel (/ˈrɑːtəl/ sau /ˈreɪtəl/), este un mamifer răspândit pe scară largă în Africa, Asia de Sud-Vest și subcontinentul indian. Este singura specie vie atât din genul Mellivora⁠(d), cât și din subfamilia Mellivorinae⁠(d). Are un corp destul de lung, cu un spate larg și bine definit, și o piele remarcabil de lejeră, care îi permite bursucului să se întoarcă și să se răsucească liber în interiorul acesteia. Cel mai mare mustelid terestru din Africa, viezurele melivor măsoară între 55 la 77 cm (22 la 30 in) lung și cântărește până la 16 kg (35 lb). Dimorfismul sexual a fost înregistrat la această specie, masculii fiind mai mari și mai grei decât femelele. Există două perechi de mame și o pungă anală care, neobișnuit printre mustelide, este eversibilă, o trăsătură comună cu hienele și mangustele.
Viezurele melivor este un animal solitar care poate fi activ în orice moment al zilei, în funcție de locație. Este în primul rând o specie carnivoră⁠(d) și are puțini prădători naturali datorită pielii groase, forței și abilităților feroce de apărare. Adulții își mențin areale largi și manifestă un comportament de marcare a mirosului. Specia nu are o perioadă de reproducere fixă. După o gestație de 50–70 de zile, o femelă va da naștere, în medie, la unul sau doi pui care vor rămâne în grija ei timp de 1–1¼ ani. Datorită ariei sale largi de răspândire și a prezenței sale într-o varietate de habitate, această specie este inclusă pe Lista roșie a IUCN în categoria speciilor neamenințate cu dispariția. În mass-media populară, viezurele melivor este cel mai bine cunoscut ca un animal agresiv, inteligent, neînfricat și dur în natură.